# Michiel Coxcie
Michiel Coxcie (Mechelen, 1499. március 5. – Mechelen, 1592. március 10.) flamand festő, gobelintervező, üvegfestő.

## Életpályája
Kézműves családban született, vágyott kitörni a megszokott környezetből, festést tanult Bernard van Orley jeles brüsszeli festőtől. 1530-ban külföldi tanulmányútra ment, főleg Itáliában tartózkodott. Szorgalmasan rajzolgatta Raffaello és más híres olasz reneszánsz festők műveit. Rómában a régi Szent Péter templom számára festett egy Feltámadás című freskót, ugyanezt a Szt. Maria dell'Anima templomnak, s más műveket is. Tagja volt a római Szent Lukács akadémiának. 1939-ben hazatérve szülővárosába olasz asszonyt hozott magával, boldog házasságban éltek, de az asszony korán meghalt, később újraházasodott, ebből a második házasságából már nem született gyermeke, első házasságából való gyermekei közül Raphael Coxcie (1540-1616) lett neves festő.
1539-ben tagja lett a melcheni Szent Lukács céhnek, s egy hosszú munkás élet várt reá. 1542-től már Brüsszelben volt mester, 1546-tól Habsburg Mária udvari festője. II. Fülöp királynak is sokat dolgozott. S mindig teli megbízásokkal, vállalt restaurálást, híres festmények másolását, ez utóbbi kapcsán lemásolta Rogier van der Weyden Krisztus Urunk levétele a keresztről című festményét, a Van Eyck testvérek híres genti oltárát, másolatait ma a Bode Múzeumban és a müncheni képtárban őrzik, ill. a genti oltár ellopott tábláit Coxcie másolataival helyettesítették. Portrék, történelmi festmények, vallásos táblaképek, freskók festését és gobelinek, üvegfestések tervezését is vállalta. Munka közben érte baleset, egy képet restaurált - talán éppen Frans Floris Salamon ítélete című képét - 95. éves korában, s leesett az állványzatról, pár nap múlva elhunyt.

## Munkássága
Brüsszeltől néhány mérföldnyire Halsenberg templomában főoltárt festett, melyen Krisztus Urunk keresztre feszítését ábrázolta, később ezen oltárképet a németalföldi zavargások idején egy brüsszeli kereskedő sok más vallási festménnyel együtt megvásárolta, Spanyolországba vitte, s ott Granvell bíboros sokat megvett belőle II. Fülöp király számára. A brüsszeli Szent Gudula-templom részére a Szűzanya halálát festette meg, ma ezt a képet a brüsszeli Koninklijke Musea poor Kunst őrzi.
A melcheni Szent Lukács-oltárkép két szárnyát is ő festette, a középső rész Jan Gossaert munkája, ma a prágai Nemzeti Képtár őrzi. Szent Sebestyén című oltárképét az antwerpeni Miasszonyunk templomnak festette, ma az antwerpeni Koninklijk Museum voor Schone Kunsten őrzi. A brüsszeli Szent Gudula templomnak festette Utolsó vacsora című képét, ma a brüsszeli Koninklijke Musea poor Kunst őrzi. Számos remekbe sikerült oltárképe van Németalföldön, bár a kompozícióteremtő képesség nem volt erős oldala, de az olasz munkák, főleg Raffaello hatása alatt elboldogult. Reprezentatív gobelintervei és üvegfestményei is figyelemre méltóak, melyeknek nagy része a belga templomokból magángyűjteményekbe került. A brüsszeli székesegyház északi kóruskápolnájában van II. Lajos magyar királyt és Mária királynét ábrázoló üvegablaka (1540-47 közt készült).

## Galéria

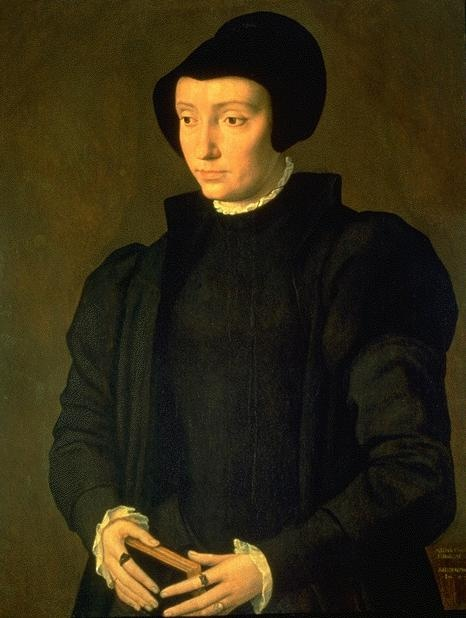
Krisztina dán hercegnő /1521-1590/[5] (1545; a művész aláírásával és dátummal; Allen Memorial Art Museum, Oberlin, Ohio)
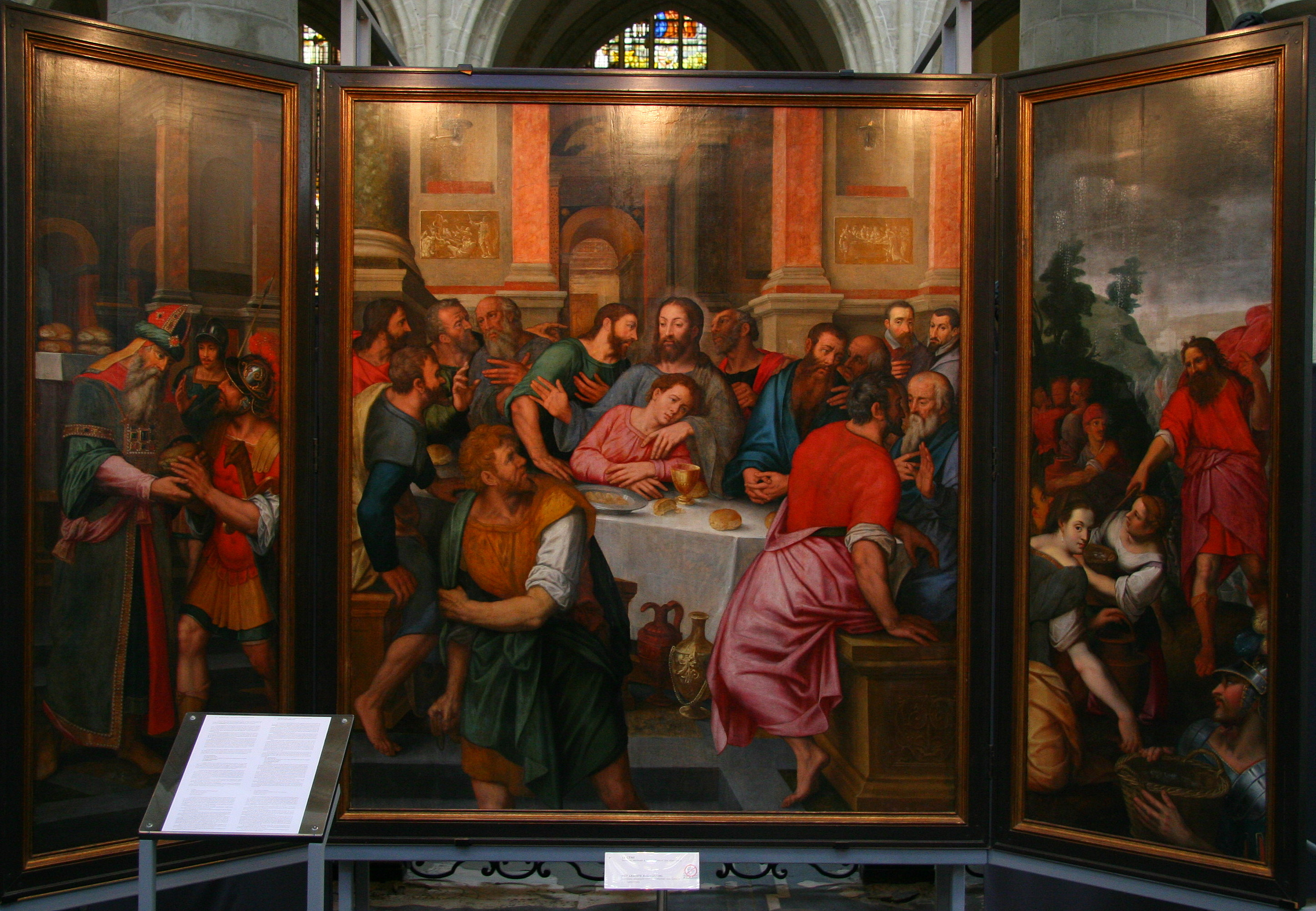
Utolsó vacsora (triptichon, Koninklijke Musea poor Kunst, Brüsszel)
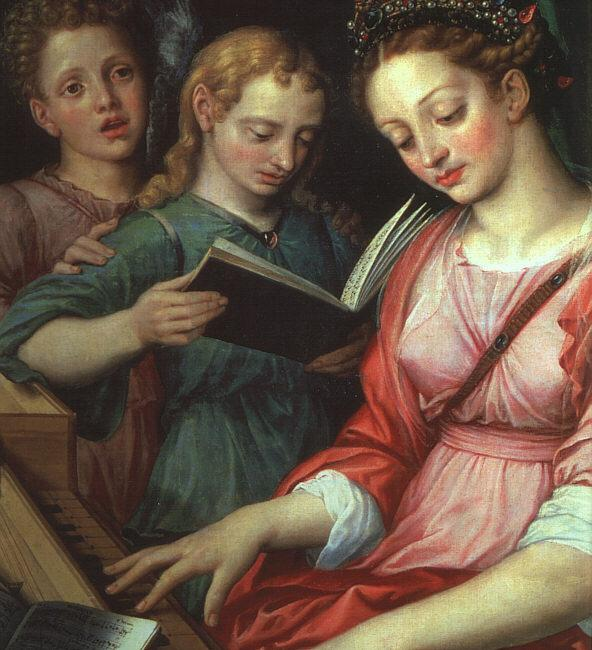
Szent Cecília (1569, Prado, Madrid)
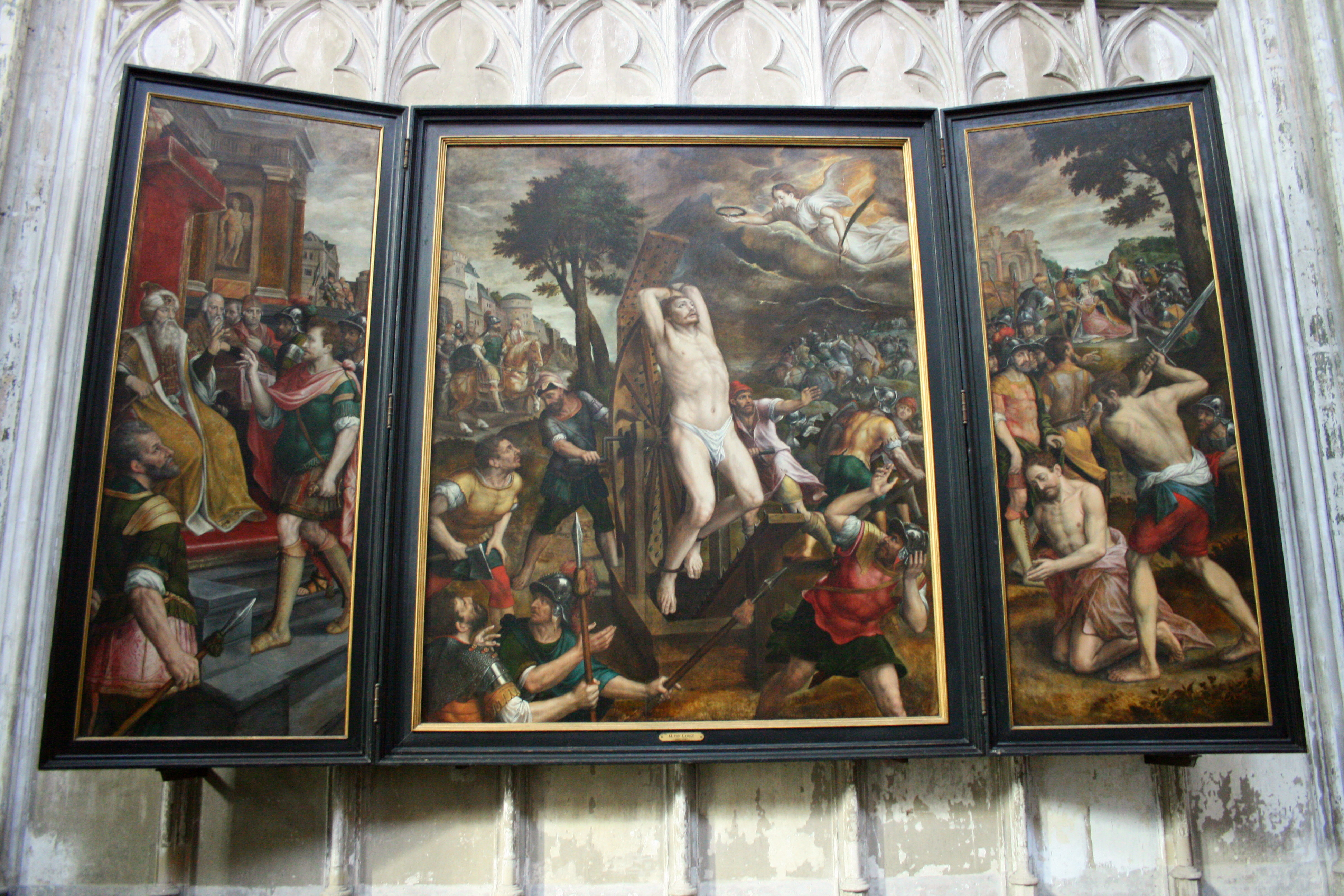
Szent György szenvedései (triptichon, 1580 körül, Szent Rumbold-katedrális, Melchen)
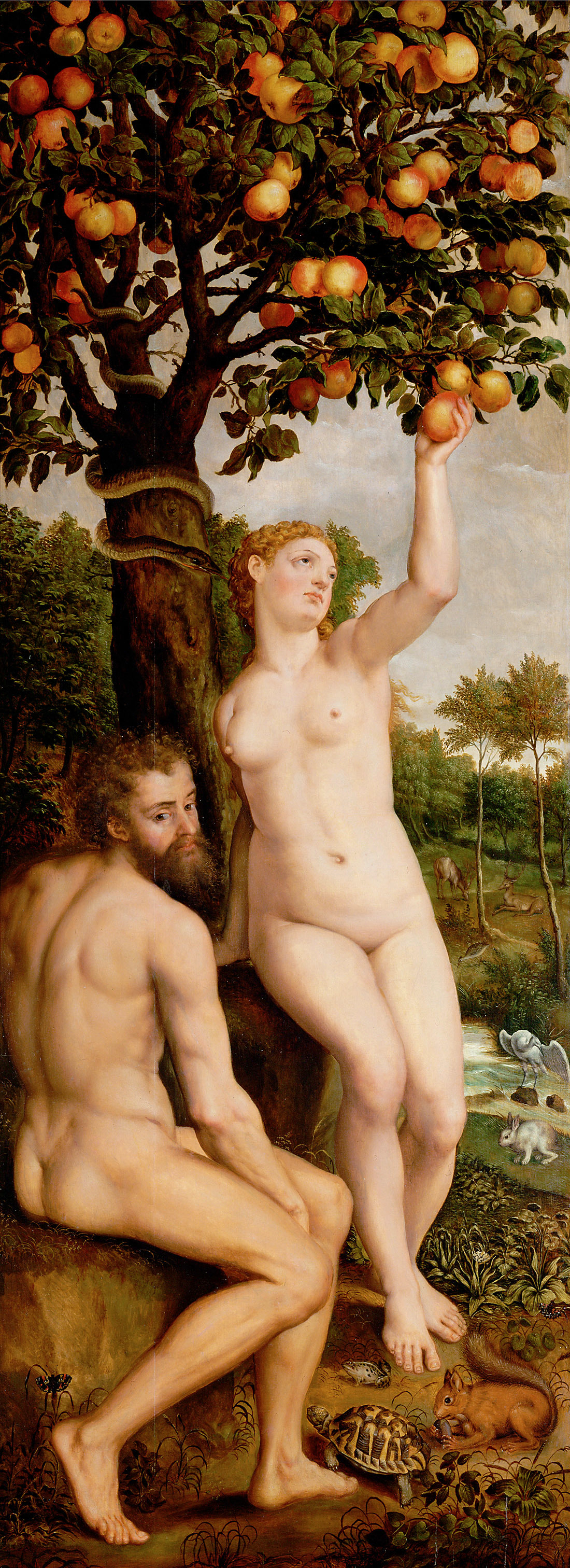
Ádám és Éva a paradicsomban, olaj táblán, Bécsi Szépművészeti Múzeum
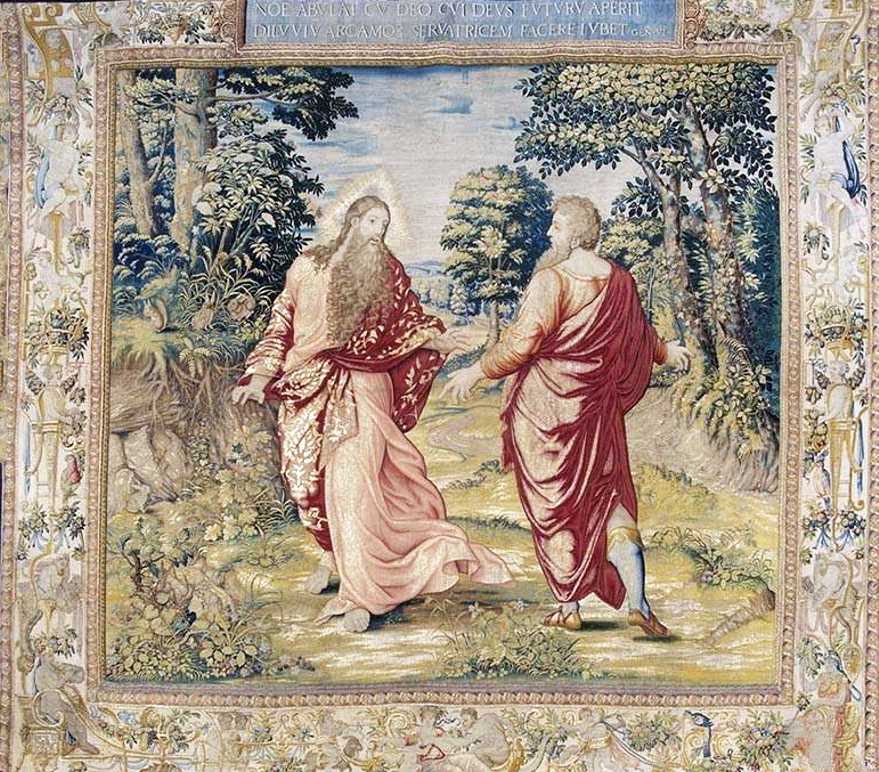
Isten beszélgetése Noéval (1550 körül, Noé sorozatból, gobelin, Wawel, Krakkó)
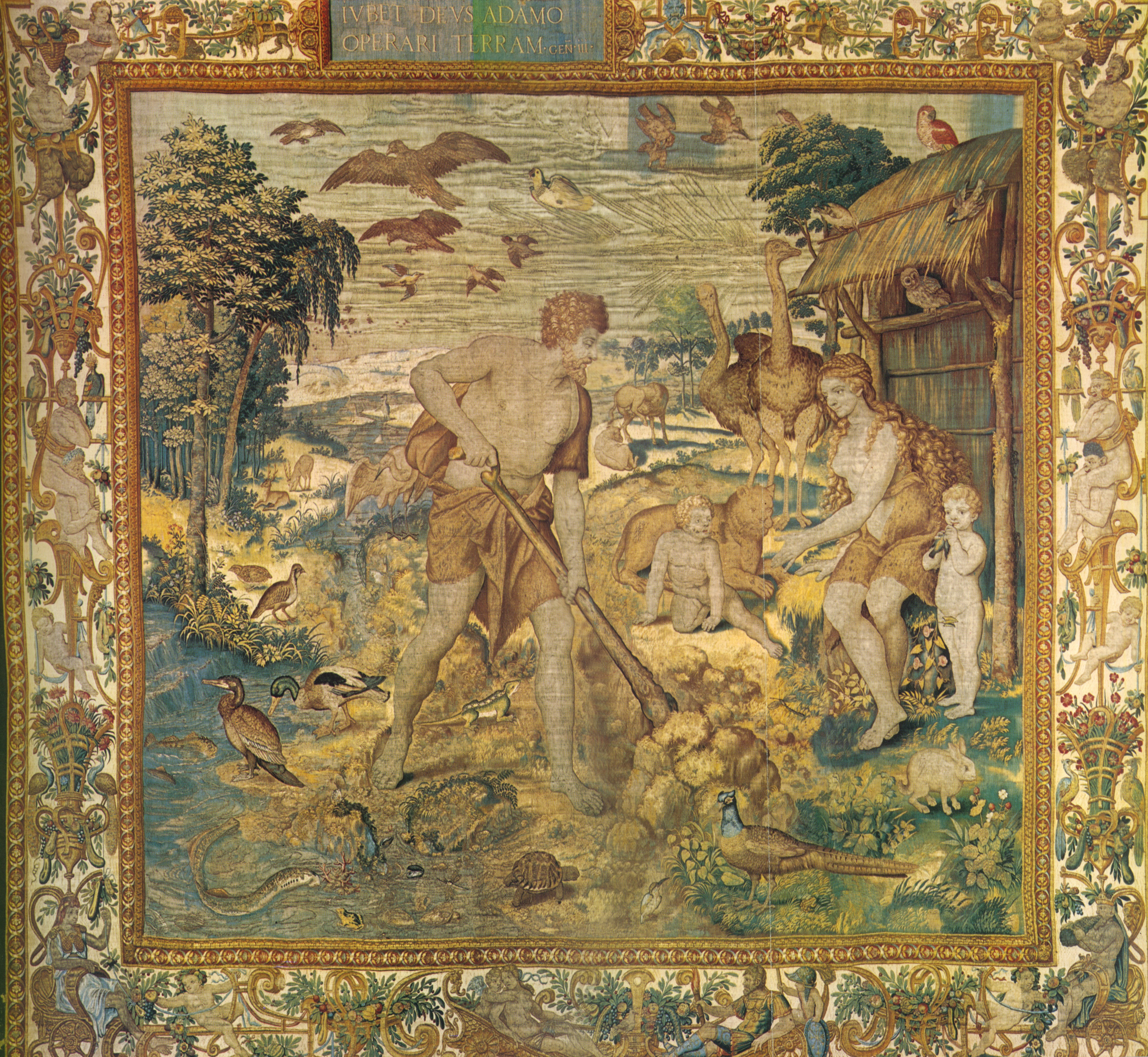
Ádám dolgozik a mezőn (1550 körül, gobelin részlet Az első emberpár c. sorozatból, Wawel, Krakkó)